# De Volkskrant
de Volkskrant en français : « le Journal populaire » est un quotidien néerlandais fondé le 9 octobre 1919 et édité à Amsterdam.
D'abord hebdomadaire puis quotidien à partir du 1er octobre 1921, il fait partie des journaux nationaux publiés le matin. En termes de diffusion, de Volkskrant est le troisième quotidien des Pays-Bas en 2016 avec un tirage de 217 796 exemplaires quotidiens, il se positionne donc après De Telegraaf et l'Algemeen Dagblad.
Classé parmi les quotidiens néerlandais « de qualité », il dispose d'un lectorat politiquement à gauche et proche du Parti travailliste,. Historiquement, sa ligne éditoriale est d'inspiration chrétienne-démocrate, au centre gauche et proche des travailleurs, bien que depuis la seconde moitié des années 2000 le journal aurait adopté une ligne éditoriale « plus à droite » selon Philippe Remarque, son rédacteur en chef de 2010 à 2019.
Le journal est la propriété de DPG Media, successeur en 2019 de De Persgroep.

## Histoire
de Volkskrant est fondé en 1919 comme hebdomadaire paraissant le jeudi. Sa première édition compte quatre pages et coûte alors 3 centimes. Il devient un quotidien de matin en 1921. À l'origine, le journal est catholique et proche du Parti populaire catholique (Katholieke Volkspartij, KVP). Le quotidien cesse d'exister pendant l'occupation allemande. À sa refondation en 1945, son siège est déménagé de Bois-le-Duc, au Brabant-Septentrional, vers le nord-ouest, à Amsterdam, en Hollande-Septentrionale. Dans les années 1960, le quotidien devient un quotidien de gauche. Son orientation actuelle est qualifiée de centre gauche.
Le titre appartient jusqu'en 2019 au groupe d'édition De Persgroep, qui possède aussi les titres Algemeen Dagblad, Trouw, Het Parool et en Belgique, Het Laatste Nieuws, De Morgen, De Tijd et L'Écho.
En 2006, de Volkskrant lance Volkskrant Banen (« Volkskrant Emplois »), un journal hebdomadaire gratuit à diffusion par abonnement et s'adressant aux jeunes diplômés. Ce journal contient des offres d'emploi et des articles sur la gestion de sa carrière. Le 23 août de la même année, à l'occasion de sa 25 000e édition, de Volkskrant sort une édition spéciale au format tabloïd sur l'histoire et l'avenir du journal, avec une majorité d'articles de lecteurs. de Volkskrant annonce aussi le 2 octobre suivant le lancement d'un journal gratuit et de qualité à destination d'un lectorat plus jeune qui n'a pas l'habitude de lire la presse quotidienne.
Depuis le 29 mars 2010, de Volkskrant est publié en format tabloïd et les éditions de samedi en format berlinois.

## Rédacteurs en chef
- Pieter Klok (depuis 2019)
- Philippe Remarque (2010-2019)
- Pieter Broertjes (1995-2010)
- Harry Lockefeer (1982-1995)
- Jan Van der Pluijm (1964-1982)
- Joop Lücker (1945-1964), avec le titre de rédacteur en chef général ; Carl Romme est rédacteur en chef politique (1945-1952)
- D. C. Van der Poel (1941)
- Jan Vesters (1921-1941)